# Håkan Bråkan (film)
Håkan Bråkan är en svensk familjefilm från 2022 regisserad av Ted Kjellsson efter ett manus av Thobias Hoffmén. Filmen bygger på böckerna om Håkan Bråkan av Anders Jacobsson och Sören Olsson. Filmen beskrivs som en "actionspäckad familjefilm med mycket humor och hjärta".
Filmen hade biopremiär den 25 december 2022, utgiven av Nordisk Film.

## Rollista
- Silas Strand – Håkan Bråkan
- Sissela Benn – mamma Karin
- Fredrik Hallgren – pappa Rudolf
- Yussra El Abdouni – Amanda
- Eva Rydberg – tant Gunnarsson
- Mario Mustafa – Beiron
- Tilo Hedlund Al Fakir – Ronny
- Per Andersson – tjuv
- Magnus Sundberg – tjuv
- Filip Berg – Pontus
- Babak Yousefi – Aron Sandmén

## Produktion
Filmen producerades av Unlimited Stories i samproduktion med Nordisk Film, Film i Väst och SVT.
I mars 2021 inleddes rollsättningen av filmen och inspelningarna påbörjades i september samma år i Partille och Västra Götaland.

## Musik
Filmmusiken skrevs av Jonas Wikstrand och släpptes digitalt den 25 december 2022.

## Mottagande
Filmen mottogs av mestadels positiva recensioner av kritiker och landade på ett snitt på 3,0 på kritiker.se. Recensenterna kallade filmen underhållande och kul men kritiserade filmens tempo och sammanhållning.
Desto bättre mottogs filmen av publiken och sågs av 300 000 biobesökare.